# 羅アルム
羅 アルム（ナ・アルム、Na Ah-Reum、1990年3月24日 - ）は、大韓民国、全羅北道出身の女子自転車競技選手。

## 来歴
2008年
- 第28回アジア自転車競技選手権大会・ジュニア部門
  - 個人追抜 優勝
  - ポイントレース 優勝
  - チームスプリント 優勝
  - 個人タイムトライアル(ITT) 優勝
  - 個人ロードレース 優勝

2010年
- 第30回アジア自転車競技選手権大会
  - オムニアム 優勝
  - 団体追抜 2位
  - 個人追抜 2位

2011年
- 第31回アジア自転車競技選手権大会
  - ポイントレース 優勝
  - 団体追抜 2位
- UCIトラックワールドカップ2011-2012
  - アスタナ - ポイントレース 優勝

2012年
- 第32回アジア自転車競技選手権大会
  - ITT 優勝
- ロンドン五輪・個人ロード 13位